# Roger Pramotton
Roger Pramotton (AFI [ʁɔˈʒe pʁamɔˈtɔ̃]; Ginevra, 17 maggio 1969) è un ex sciatore alpino e sciatore freestyle italiano.

## Biografia
Attivo principalmente nello sci alpino, Pramotton, originario di Courmayeur e fratello minore di Richard, a sua volta sciatore, debuttò nel Circo bianco in occasione dei Mondiali juniores di Bad Kleinkirchheim 1986 e s'impose alla ribalta internazionale nella successiva rassegna iridata giovanile di Hemsedal/Sälen 1987, vincendo la medaglia d'oro nello slalom speciale, quella di bronzo nella combinata e conseguendo ottimi piazzamenti anche nella discesa libera, dove giunse 4º, e nello slalom gigante, concluso all'8º posto.
In Coppa del Mondo ottenne il primo piazzamento di rilievo il 26 febbraio 1991 a Oppdal in slalom speciale (14º), il miglior risultato il 29 novembre 1992 a Sestriere nella medesima specialità (8º) e prese per l'ultima volta il via l'8 gennaio 1995 a Garmisch-Partenkirchen sempre in slalom speciale, senza completare la prova. Si ritirò al termine della stagione 1998-1999 e la sua ultima gara fu uno slalom speciale FIS disputato il 7 aprile a Pampeago/Tesero. Nella stagione 2002-2003 tornò alle gare, non più nello sci alpino ma nel freestyle, specialità ski cross: disputò due gare di Coppa del Mondo, classificandosi 52º il 30 novembre a Tignes e non completando la prova di Laax del 18 gennaio. Non prese parte a rassegne olimpiche o iridate, né nello sci alpino né nel freestyle.

## Palmarès

### Sci alpino

#### Mondiali juniores
- 2 medaglie:
  - 1 oro (slalom speciale a Hemsedal/Sälen 1987)
  - 1 bronzo (combinata[2] a Hemsedal/Sälen 1987)

#### Coppa del Mondo
- Miglior piazzamento in classifica generale: 88º nel 1991

#### Campionati italiani
- 1 medaglia[3]:
  - 1 argento (combinata nel 1992)